# Isochaetides hamatus
Isochaetides hamatus is een ringworm uit de familie van de Naididae. De wetenschappelijke naam van de soort is voor het eerst geldig gepubliceerd in 1905 door Moore.